# Најарит
Најарит (шп. Estado de Nayarit), мексичка је држава на обали Тихог океана. Основана је 1917. од територије некадашњег војног округа Тепик. Има површину од 26.979 km², и око 0,9 милиона становника. 
У главном граду Тепик живи 500.000 људи. Тепик је реч из језика локалних Индијанаца и значи „место између планина“. 
Држава Најарит се налази између држава Синалоа, Дуранго и Закатекас на северу и државе Халиско на југу. Најариту припадају и острва Трес Маријас. 

## Становништво
| 1990.   | 1995.   | 2000.   | 2005.   | 2010.     |
| ------- | ------- | ------- | ------- | --------- |
| 824.643 | 896.702 | 920.185 | 949.684 | 1 084 979 |